# Paradise (phim 2013)
Paradise (còn có tên là Lamb of God, Bạch dương của chúa)  là một bộ phim hài của Mỹ do Diablo Cody làm đạo diễn và viết kịch bản, đây cũng chính là tác phẩm đầu tay của cô. Bộ phim có các ngôi sao điện ảnh như Julianne Hough, Russell Brand, Octavia Spencer, Holly Hunter, Iliza Shlesinger và Kathleen Rose Perkins. Được phát hành vào ngày 18 tháng 10 năm 2013. Nội dung phim có thể không đúng vì trên thực tế, nhiều khách du lịch tham quan dải Las Vegas, họ thường dành phần lớn thời gian của họ ở thị trấn Paradise chứ không phải trong thành phố thực tế của Las Vegas. Đây là bộ phim cuối cùng của hãng Mandate Pictures trước khi hãng chính thức đóng cửa.

## Diễn viên
- Julianne Hough trong vai Lamb Mannerhelm
- Russell Brand trong vai William
- Octavia Spencer trong vai Loray
- Nick Offerman trong vai Mr. Mannerhelm
- Holly Hunter trong vai Mrs. Mannerhelm
- Iliza Shlesinger trong vai Carol
- Kathleen Rose Perkins trong vai Amber